# Western Canada Wilderness Committee
Das Western Canada Wilderness Committee ist eine 1980 in British Columbia entstandene Naturschutzorganisation. Das WCWC mit Sitz in Vancouver unterhält Büros in Alberta, Manitoba und Ontario und hatte 2008 über 30.000 Mitglieder.

## Geschichte
Gründungsdirektor ist Paul George, der auch eine Geschichte der Organisation publiziert hat. Nach ihm entstand die Idee zur Gründung 1977 auf den Queen Charlotte Islands (Haida Gwaii). Als Gründungsdatum gilt der 7. August 1980. Zusammen mit seinem Nachbarn Richard Krieger setzte sich George für den Erhalt von South Moresby, dem Südteil der Moresby-Insel ein (dies ist heute der Gwaii Haanas National Park). Um ein Buch über das Gebiet, das Das Galapagos des Nordens heißen sollte, zu veröffentlichen, wandte er sich an eine auf den Inseln bereits aktive Gruppe, die sich Islands Protection Committee nannte. Zu ihnen gehörte auch der Angehörige der Haida Guujaaw (bekannt als Gary Edenshaw) und seit 2000 Leiter des Council of the Haida Nation. Ihre politischen Gegner waren die Politiker der Social Credit Party, denen Rayonier, das Unternehmen, dem Tree Farm Licence 24 und damit fast das gesamte Gebiet von South Moresby gehörte, den Rücken stärkte.
Zu den Mitgliedern zählt neben Adriane Carr, einer der führenden Persönlichkeiten der Green Party of British Columbia und der Grünen Partei Kanadas, Randy Stoltmann, der mehrere Publikationen über die gemäßigten Regenwälder vorlegte, und eine entscheidende Rolle bei der Errichtung des Carmanah Walbran Provincial Park spielte (1990 bzw. 1995).
1989 entstand eine eigene Abteilung in Victoria. 1992 bis 2000 wurde die Organisation von einem vierköpfigen Team geführt, darunter Adriane Carr, ihr Ehemann Joy Foy und Paul George.

## Schutz der gemäßigten Regenwälder, insbesondere der Urwälder
Eine wesentliche Rolle spielte das WCWC in den Konflikten um die Urwälder (Old growth) des Regenwalds der gemäßigten Breiten am Clayoquot Sound auf Vancouver Island ab dem Jahr 1990 mit einem Schwerpunkt 1993. Seitdem entwickelte die Organisation ihre Ziele fort und setzt sich heute für den Erhalt der letzten verbliebenen Urwälder im ganzen Westen Kanadas ein. Mittel dieser Unternehmungen reichen von Demonstrationen und Besetzungen bis zu Petitionen, um öffentliche Unterstützung zu gewinnen. In den letzten Jahren verfolgt die Organisation einen Kurs zwischen dem Erhalt der Urwälder und dem der Holzindustrie, die sich nach Auffassung des Verbandes allerdings auf nach früheren Einschlägen aufgeforstete Wälder (second growth) konzentrieren soll, sowie den Interessen der in den betroffenen Gebieten ansässigen First Nations. Daher versucht sie, indianische Arbeitsplätze in der Holzindustrie zu schützen und Rohholzexporte zu verbieten. Inzwischen wird zudem argumentiert, dass der Erhalt der Urwälder auch ökonomisch sinnvoller sei. Darüber hinaus wird die pädagogische Arbeit forciert.
Um dieses Ziel politisch durchzusetzen, initiierte das WCWC unter Leitung von Ken Wu eine Kampagne, deren vorläufiger Höhepunkt eine gemeinsame Demonstration von 2.700 Umweltschützern und Forstarbeitern am 25. Oktober 2008 darstellte.

## Schutz der Meeresgebiete im Westen Kanadas
Neben dem Schutz der gemäßigten Regenwälder arbeitet das WCWC am Schutz der marinen Gebiete rund um Vancouver Island bis zur Südgrenze von Alaska. Dabei arbeitet es mit der Living Oceans Society, der David Suzuki Foundation und dem Sierra Club of B.C. zusammen. Ziel ist die Einrichtung von Gebieten mit begrenzter wirtschaftlicher Nutzung bis hin zu Gebieten, die nicht befahren werden dürfen. Statt der bisher 0,01 % geschützter Fläche sollen 30 % diesen Status bis 2012 erlangen.

## Auszeichnungen
- 1990: Bill Duthie Booksellers’ Choice Award – Carmanah (Western Canada Wilderness Committee)
- 1990: Roderick Haig-Brown Regional Prize – Carmanah